# Strada statale 5 bis Vestina-Sarentina
La ex strada statale 5 bis Vestina-Sarentina (SS 5 bis), ora strada regionale 5 bis Vestina Sarentina (SR 5 bis), è una strada regionale italiana.

## Percorso
Ha inizio dall'innesto con la SS 17 a L'Aquila. Dirigendosi a sud-est attraversa il comune di Ocre. Giunge fino a quasi 1400 m s.l.m., quindi termina a Rocca di Cambio presso l'incrocio con la SS 696. Prima dell'istituzione di quest'ultima, la ex SS 5 bis continuava verso sud passando per Rocca di Mezzo e Ovindoli, da dove scendeva a Celano. Poco oltre si concludeva, dopo 49,740 km, all'intersezione con la strada statale 5 Via Tiburtina Valeria.